# Valašské Příkazy
Valašské Příkazy (Duits: Wallachisch Prikas) is een Tsjechische gemeente in de regio Zlín, en maakt deel uit van het district Zlín. Valašské Příkazy telt 325 inwoners (2023).

## Geschiedenis
- 1503 – De eerste schriftelijke vermelding van de gemeente.
- 1924 – De naam van de gemeente wordt veranderd van Příkazy in Valašské Příkazy ter onderscheiding van een gemeente met dezelfde naam. Het nieuw toegevoegde bijvoeglijke naamwoord valašský verwijst naar de streek, Moravisch Walachije, waar de gemeente in ligt.
- 2021 – Valašské Příkazy wordt bij een administratieve herindeling overgeheveld van het district Vsetín naar het district Zlín.

Bělov · Biskupice · Bohuslavice nad Vláří · Bohuslavice u Zlína · Bratřejov · Brumov-Bylnice · Březnice · Březová · Březůvky · Dešná · Dobrkovice · Dolní Lhota · Doubravy · Drnovice · Držková · Fryšták · Halenkovice · Haluzice · Horní Lhota · Hostišová · Hrobice · Hřivínův Újezd · Hvozdná · Jasenná · Jestřabí · Kaňovice · Karlovice · Kašava · Kelníky · Komárov · Křekov · Lhota · Lhotsko · Lípa · Lipová · Loučka · Ludkovice · Luhačovice · Lukov · Lukoveček · Lutonina · Machová · Mysločovice · Napajedla · Návojná · Nedašov · Nedašova Lhota · Neubuz · Oldřichovice · Ostrata · Otrokovice · Petrůvka · Podhradí · Podkopná Lhota · Pohořelice · Poteč · Pozlovice · Provodov · Racková · Rokytnice · Rudimov · Sazovice · Sehradice · Slavičín · Slopné · Slušovice · Spytihněv · Šanov · Šarovy · Štítná nad Vláří-Popov · Študlov ·  Tečovice · Tichov · Tlumačov · Trnava · Ublo · Újezd · Valašské Klobouky · Valašské Příkazy · Velký Ořechov · Veselá · Vizovice · Vlachova Lhota · Vlachovice · Vlčková · Všemina · Vysoké Pole · Zádveřice-Raková · Zlín · Želechovice nad Dřevnicí · Žlutava